# 久勝町
久勝町（ひさかつちょう）は、徳島県阿波郡にあった町。現在の阿波市阿波町の南東の一角にあたる。
本項では町制前の名称である久勝村（ひさかつそん）についても述べる。

## 地理
- 河川 ： 吉野川

## 歴史
- 1889年（明治22年）10月1日 - 町村制の施行により、勝命村・久千田村の区域をもって久勝村が発足。
- 1951年（昭和26年）11月3日 - 久勝村が町制施行して久勝町となる。
- 1955年（昭和30年）3月31日 - 伊沢村・林町と合併して阿波町が発足。同日久勝町廃止。

## 出身者
- 川人昭夫 - フルート奏者
- 川人伸二 - フルート奏者
- 川人利夫 - 作曲家
- 川人洋二 - フルート奏者